# 하조도
하조도(下鳥島)는 대한민국 전라남도 서남해의 섬으로, 진도군 조도면에 속한다. 면적은 약 17km2.

## 돈대
하조도 돈대봉돈대는 진도군 조도면 창유리에 있는 돈대지이다. 조도면 창유리와 신육리 경계에 있는 해발 231m 높이의 돈대봉 제2 봉우리에 있다. 돈대봉은 암벽으로 된 험한 산으로 봉화 불을 피우던 봉대 역시 암벽으로 둘러싸여 있다.
돈대 유적이 있는 돈대봉은 대체로 바위로 이루어진 산인데 특히 연대가 위치한 산 정상부분은 암벽으로 둘러싸여 있다. 돈대봉을 중심으로 동서쪽에는 상조도 동구리성지와 북쪽에 대봉산 봉수가 위치하며 북동쪽으로는 신금산 봉대가 서로 바라보이는 거리 내에 있다.
돈대봉 돈대는 대체로 자연암벽을 이용하였으나 이 가운데 정 동쪽에서 정 남쪽까지 약 12.5m는 상하 2단의 석축으로 보완하여 돌을 쌓았고 전체적으로는 둥근 모양으로 축조되어 있다. 그 규모는 상단부의 지름 약 7m, 높이 2.8m이며 하단부의 경우는 지름이 5m, 높이 3.2m 정도이다.

## 어항
- 창유항 - 지방어항

## 같이 보기
- 상조도